# Cristoforo Widmann
 (décembre 2024).
Si vous disposez d'ouvrages ou d'articles de référence ou si vous connaissez des sites web de qualité traitant du thème abordé ici, merci de compléter l'article en donnant les références utiles à sa vérifiabilité et en les liant à la section « Notes et références ».
Pour les articles homonymes, voir Widmann (homonymie).
Cristoforo Widmann, aussi orthographié Cristoforo Vidman, né en 1617 à Venise, alors capitale de la république de Venise et mort le 30 septembre 1660 à San Martino al Cimino, près de Viterbe. Il était issu d'une famille d'origine germanique et cardinal italien du XVIIe siècle.

## Biographie
Pour un article plus général, voir Famille Widmann.
Issu d'une famille patricienne de Venise originaire du duché de Carinthie, Cristoforo Widmann est le fils de Giovanni Widmann, comte de Ortenburg. 
Il est nommé clerc et auditeur à la chambre apostolique.
Le 7 octobre 1647, le pape Innocent X l'élève  à la pourpre cardinalice lors du consistoire. 
Il participe au conclave de 1655, au cours duquel Alexandre VII est élu pape.
Il meurt le 30 septembre 1660. Sa sépulture repose dans la basilique Saint-Marc de Venise.

### Sources
- Fiche du cardinal sur le site fiu.edu